# Piotr Paweł Sapieha
Pour les articles homonymes, voir Sapieha.
Piotr Paweł Sapieha, né le 28 janvier 1701 à Dresde (Allemagne), mort le 23 janvier 1771 à Žilina (Slovaquie), prince de la famille Sapieha, grand panetier de Lituanie (pl), voïvode de Smolensk

## Biographie
Piotr Paweł Sapieha est le fils de Jan Kazimierz Sapieha et de Ludwika Maria Opalińska.
En 1721, grâce à l'influence de son père et à sa relation avec Alexander Mienschov, il est envoyé à Saint-Pétersbourg à la cour du tsar Pierre Ier, où il devient chambellan le 10 mars 1726.
Le 12 mars, l'archevêque Théophane Prokopovitch annonce ses fiançailles avec Maria Mienszykowa (pl). Le 15 octobre 1726, Sapieha reçoit l'ordre de Saint-Alexandre Nevski et le titre de maréchal d'Empire. Mais le mariage est finalement annulé.
Un an plus tard, Piotr Sapieha épouse Marianna Skowroński, sœur de l'impératrice Catherine Ire. Le couple rentre en Pologne en 1728.
Après la mort de son père en 1730, Piotr Sapieha devient l'un des puissants magnats de Pologne.
En 1733, il reconnait l'élection de Stanislas Leszczynski et reste à ses côtés jusqu'à son abdication en 1736. Entre 1741 et 1742, il tente sans succès d'organiser une coalition anti-russe, pour laquelle il a cherche le soutien de la Suède.
En 1744, il est nommé voïvode de Smolensk et reçoit l'ordre de l'Aigle blanc. En 1764 il soutient la candidature de Stanislas Auguste Poniatowski au trône de Pologne.
Au cours des années suivantes, il devient un adversaire féroce de la Familia et tente de résister à l'influence croissante des Czartoryski. En 1768, il rejoint la Confédération de Bar et avec sa sœur Katarzyna Agnieszka, organise les activités de la confédération en Grande-Pologne.
En 1770, alors que l'armée prussienne occupe ses possessions occidentales, Sapieha se réfugie à Dresde puis à Žilina, où il décède le 23 janvier 1771.

## Mariage
Le 24 mars 1726, Piotr Paweł Sapieha épouse Marianna Skowroński. Ils ont un fils:
- Jan Józef (1734-1761).

## Sources
- Notices d'autorité :   - VIAF
  - ISNI
  - Pologne
  - NUKAT

- (pl) Cet article est partiellement ou en totalité issu de l’article de Wikipédia en polonais intitulé « Piotr Paweł Sapieha » (voir la liste des auteurs).